# 254.
◄ | 2. stoljeće | 3. stoljeće | 4. stoljeće | ►
◄ | 220-ih | 230-ih | 240-ih | 250-ih | 260-ih | 270-ih | 280-ih | ►
◄◄ | ◄ | 251. | 252. | 253. | 254. | 255. | 256. | 257. | ► | ►►
Astronomija • Književnost • Kršćanstvo

## Smrti
- 4. ožujka – Lucije I., papa

## Vanjske poveznice
|  | Zajednički poslužitelj ima još gradiva o temi 254. |